# Список серій аніме «School Days»
Це список епізодів японського аніме Шкільні Дні.
| # | Назва                                                                                  | Перший показ       |
| --- | -------------------------------------------------------------------------------------- | ------------------ |
| |                                                                                        |                    |
| 01 | Освідчення «Kokuhaku» (告白)                                                           | 3 липня, 2007      |
| Іто Макото – простий школяр, який навчається у першому класі старшої школі (щось на кшталт нашого 9 класу 11-річки, але за віком вони старші з українських школярів) і навіть не підозрює наскільки він популярний серед дівчат. Він закохується у Кацуру Котоноху, дівчину, з якою їздить у метро, але соромиться навіть підійти. На щастя поруч з’являється його однокласниця – Секаі, яка допомагає йому у цій непростій справі зближення з його коханням. Завдяки ній він стає другом Котонохи і навіть наважується запросити її на побачення. Він обіцяє зробити усе для Секаі аби подякувати за все, а вона цілує його в губи, кажучи, що цього буде цілком достатньо, бажає успіхів на побаченні і тікає. В останній сцені показується, що Секаі плаче. |                                                                                        |                    |
| 02 | Відстань між Двома «Futari no Kyori» (二人の距離)                                      | 10 липня, 2007     |
| На побаченні Макото і Котоноха блукають по місту. На прощання Макото намагається поцілувати Котоноху, але його заважають двері метро. Пізніше Секаі кричить на Макото за те, що він не провів її додому, дає йому два квитки до кіно і радить спробувати поцілувати Котоноху там, але це знову закінчується невдачею і їх стосунки опиняються на грані краху. Але після розмови Секаі з Котонохою остання вирішує краще зрозуміти Макото і сама цілує його наприкінці серії. В останній сцені показано, як Секаі споглядає за ними з тіні. |                                                                                        |                    |
| 03 | Переплутані думки (Почуття, що проходять) «Surechigau Omoi» (擦れ違う想い)             | 17 липня, 2007     |
| Котоноха розповідає Макото, що її менша сестра Кокоро хоче побачити його і Макото з радістю приймає запрошення. Поки вони їдуть додому, Хікарі, однокласниця Макото і Секаі помічає їх, і пише Секаі повідомлення про це, що її хлопець помічений з іншою. Секаі пояснює, що Макото не її хлопець. В неділю, після візиту Макото до Котонохи, Макото розповідає по телефону Секаі, що вже стомився бути з Котонохою. |                                                                                        |                    |
| 04 | Чистота (Невинність) «Muku» (無垢)                                                     | 24 липня, 2007     |
| Поки Котоноха робить домашнє завдання, Кокоро питає її, чи цілувалася вона з Макото, та Котоноха уникає відповіді. В школі на даху Макото цілується з Котонохою і раптом торкається її грудей, що викликає негативну реакцію останньої. Пізніше вона розповідає про це Секаі, і та каже Макото, що він надто швидкий. Вона обіцяє навчити його розуміти дівочі почуття, але закінчується це все сексом Секаі і Макото. Після цього він питає Секаі, коли йому чекати наступної практики, та Секаі відповідає, що тепер час займатися з Котонохою. По дорозі додому Макото зустрічається з Котонохою, вибачається, і та запрошує його до басейну. В останній сцені показане сумне обличчя Секаі, що споглядає їх здалеку. |                                                                                        |                    |
| 05 | Брижі по воді «Hamon» (波紋)                                                           | 31 липня, 2007     |
| Макото, Котоноха, Секаі, а також Хікарі, Сецуна і Тайске (однокласники Секаі та Макото) у басейні. Макото вчить Котоноху плавати поки Секаі купається сама. Пізніше Котоноха при всіх каже, що Макото — її хлопець, та Макото остаточно визначився, що він хоче бути з Секаі. Після того, як вони пішли по домам, Макото пише їй повідомлення, в яких каже про те, що хоче бути з нею і просить її вийти. Секаі виходить і тихо лає Макото за все, за те, що обрав Котоноху спочатку, за те, що він такий поганий, тощо. Макото освітчується в коханні Секаі і вони займають сексом вдома у неї. |                                                                                        |                    |
| 06 | Відкриті Стосунки «Akasareta Kankei» (明かされた関係)                                  | 7 серпня, 2007     |
| Макото і Секаі зустрічаються за спиною у Котонохи. Сецуна, непокоїться за Секаі, помічає, що та не щаслива з Макото. Вона питає, чи розсталися Макото і Котоноха, і Секаі каже, що так. Отоме планує освідчитися Макото, та, почувши про це, Котоноха каже, що Макото її хлопець. Отоме пише повідомлення Нанамі, і та каже, що це правда. Після того, як засідання учради закінчується раніше, ніж завжди, Котоноха біжить на дах, щоб зустрітися з Макото, і застає його саме в той момент, коли він каже Секаі, що кохає її, а Секаі каже, що також кохає його. |                                                                                        |                    |
| 07 | Канун Фестивалю «Zen'yasai» (前夜祭)                                                   | 14 серпня, 2007    |
| Котоноха не хоче вірити, що Макото зраджує їй. Танака, почувши від Сецуни, що Макото і Котоноха розійшлися, намагається замінити його. Отоме з подругами готує «таємну кімнату» до шкільного фестивалю. Сецуна, не знаючи, що Котоноха і Макото офіційно не розійшлися, усім каже, що розійшлися, навіть заносить номер Котонохи до чорного списку у телефоні Макото. Танака запрошує Котоноху на танці, та вона каже, що це все неправда, і вона досі зустрічається з Макото і вибігає з кімнати, натикаючись на Макото. Вона намагається заговорити до нього, та Нанамі не пускає її і проганяє. Макото промовчав і Котоноха в сльозах тікає геть. Вражений цією сценою Макото видаляє номер Котонохи з чорного списку. Цього ж вечора Котоноха приходить до дому Макото і запрошує його на традиційні танці по закінченню фестивалю і той погоджується, але не пускає Котоноху в дім. Котоноха помічає взуття Секаі та йде додому. Секаі, що була всередині і чула все, збирається і йде додому. На вулиці вона зустрічає Котоноху та дає їй ляпаса. |                                                                                        |                    |
| 08 | Шкільний Фестиваль «Gakusai» (学祭)                                                    | 21 серпня, 2007    |
| Секаі не йде до школи наступного дня. Макото йде до неї у гості і каже, що вона дарма переймається і все нормально. Пізніше Макото зустрічає Котоноху у метро і та питає, чи хоче він торкнутися її грудей. Вона обіцяє, що дозволить йому більше, якщо він потанцює з нею на танцях. Ввечері після першого дня фестивалю Сецуна просить Макото бути з Секаі і розповідає про те, що переїжджає до Франції. Пізніше, коли Макото звалився знесилений у школі і заснув, Сецуна цілує його і це помічає Котоноха, що прийшла до Макото. |                                                                                        |                    |
| 09 | Вечір після фестивалю «Kōyasai» (後夜祭)                                               | 28 серпня, 2007    |
| Котоноха зустрічає Сецуну в момент, коли та цілує Макото і погрожує розповісти усе Секаі. Наступного дня на кухні Макото вмовляє Секаі „перепочити“ пів дня, але Секаі не погоджується, і, урешті-решт, б’є Макото у пах. Тим часом Котоноха намагається додзвонитися до Макото, але той не помічає. Коли він нарешті бере телефон, то бачить 20 пропущених дзвінків від Котонохи, яка сидить цілий день перед входом до „Таємної кімнати“, до якої заходять пари під час фестивалю. Він біжить до Котонохи, та його спиняє Отоме, яка намагається запросити його на традиційний фестивальний танок, але це пририває Секаі. На кухні Секаі питає, чи станцює Макото з нею, і той погоджується. Отоме, у розмові з Тайске, радить тому не здаватися після єдиної відмови Кацури. Вони обговорюють статус стосунків Макото і Котонохи, після чого кожен з них наважується підійти до них (Отоме — до Макото, Тайске — до Котонохи). Поки Котоноха була на засіданні учради, Макото і Отоме відвідують „Таємну кімнату“, де займаються сексом. Нацумі і Мінамі знову знущаються з Котонохи на тему того, що Макото не прийшов до неї, тому вона йде до класу Макото, де зустрічає Тайске, який каже, що Макото зрадив Котоноху і пішов на танці з Секаі. Макото танцює з Секаі у той час, як Тайске роздягає Котоноху, користуючись її емоційним шоком. |                                                                                        |                    |
| 10 | Дух та тіло «Kokoro to Karada» (心と体)                                                | 4 вересня, 2007    |
| Після сексу з Тайске, Котоноха йде на танцмайданчик, де споглядає, як Макото та Секаі танцюють і цілуються, та починає плакати. Наступного дня Котоноха зустрічає Макото у метро, та не каже нічого. Макото вибачається за те, що не прийшов учора, а Котоноха з радістю приймає вибачення. Тайске запрошує Котоноху провести разом Різдво, та вона просить його забути про вчорашнє і нагадає, що вона дівчина Макото-куна. Пізніше Котоноха виносить сміття після фестивалю і зіткається з Макото і Сецуною. Сецуна змушує Макото порвати з Кацурою, стверджуючи, що вони з Макото разом, і цілує його ще раз, як доказ. Макото каже, що більше не кохає Котоноху і та починає плакати. Макото вириває свою руку з рук Сецуни і швидко йде геть. Коли його не було надто довго, Секаі і Сецуна починають шукати його, і остання знаходить його у коморі, де він займається сексом з Отоме. Тоді увечері вона приходить до Макото додому і просить його повернутися до Секаі, мотивуючи це тим, що Сецуна сама переїжджає до Франції і Секаі лишається сама. Макото захоплює її в обійми, бо знає про почуття Сецуни до нього, Сецуна спочатку виривається, але потім погоджується, за умови, що Макото обіцяє залишитися з Секаі та порвати з Отоме. На вечірці жіночого баскетбольного клубу сенпаї показують відео, зняте прихованою камерою у „Таємній кімнаті“ під час фестивалю. З цього відео Секаі дізнається про те, що Отоме мала секс з Макото. Вона біжить до Макото, але вбігає у Котоноху, яка вже не виглядає нормальною. Котоноха каже, що Макото зараз має бути з Сецуною. Секаі помічає, що очі Котонохи зовсім неживі. Після фінальних титрів є додаткова сцена у аеропорту, де Макото намагається знайти Сецуну, але та його ігнорує і згадує перший день другого семестру, коли їй випадає місце поруч з Макото, але Секаі вмовляє її помінятися місцями. З почуттям суму та жалю Сецуна каже останнє „Прощавай“. |                                                                                        |                    |
| 11 | Спільний Макото «Minna no Makoto» (みんなの誠)                                         | September 11, 2007 |
| Секаі не приходить до школи кілька днів, перебуваючи у депресії через відльот Сецуни і через зраду Макото з Отоме. Хікарі кілька разів намагається вмовити Макото навідати Секаі, але це завжди закінчується сексом. Котоноха досі не виходить з емоційного шоку і постійно дзвонить Макото не зважаючи не лише на те, що вона у чорному списку, але й на те, що її телефон вимкнений. Нацумі, Кумі та Мінамі вирішують дізнатися „що ж такого знаходять у тому Макото“, і займаються з ним груповим сексом у нього вдома, хоч це й не показано. Переглядаючи старі повідомлення Секаі раптово стає погано і вона біжить до ванної кімнати. Вирішуючи, що вона вагітна, вона йде до школи і розповідає про все Макото. Макото відмовляється визнавати батьківство, через що Секаі шаленіє і кричить на весь клас, що дитина від Макото. Після цього усі дівчата школи починають ігнорувати Макото, а Секаі гріє думка, що вона носить дитину Макото. Отоме приходить в гості до Макото і каже йому, що він змінився в гіршу сторону. Наприкінці серії Макото гуляє біля різдвяної ялинки, намагаючись додзвонитися бодай одні, але вони усі або заблокували його, або зкидують виклик. Дійшовши до номера Котонохи він переглядає її фото. Саме у цей момент його помічає Котоноха, яка вже давно тут стоїть. Вона обіцяє йому, що буде для нього найкращою дівчиною, чим доводить Макото до сліз. Він вибачається, розуміючи увесь біль, що він завдав Котоносі. Він обіймає її, її очі загоряються життям і вона посміхається. |                                                                                        |                    |
| 12 | Шкільні Дні «Sukūru Deizu» (スクールデイズ)                                            | 27 вересня, 2007   |
| Поки Макото вечеряв з Котонохою у ресторані, йому подзвонила Секаі, сказавши, що чекає на нього з вечерею вдома. Після недовгої розмови Макото розлючюється з того, що Секаі завагітніла і „корчить з себе ідеальну дружину“, після чого кидає слухавку. Секаі пише йому повідомлення з вибаченням і каже, що йде додому. По дорозі додому, вона помічає Макото і Котоноху у паралельному потязі, через що вирішує повернутися до Макото. Вдома Макото знаходить залишки святкової вечері на полу і починає прибирати. У цей момент приходить Секаі і починає лаятися через те, що у Макото в гостях Котоноха. Після сутечки Макото цілує Котоноху на очах у Секаі, від чого та впадає в агонії і з криком біжить геть. Вдома вона отримує повідомлення від Макото, в якому він каже про те, що Котоноха може порадити гарну лікарню для аборту. Переповнена емоціями Секаі приїжджає до Макото в гості наступного дня і вбиває його ножем. Того ж вечора Котоноха приходить до Макото і знаходить його труп. Вдома Секаі отримує повідомлення з номера Макото, де проситься зустрітися з „ним“ прямо зараз на шкільному даху. Вона бере з собою ножа, яким вбила Макото і приходить на дах, де зустрічає Котоноху, яка каже, що Секаі набрехала про вагітність. Потім вона каже, що якщо Секаі має що сказати Макото, то він з зараз з ними. Секаі підходить до Котонохиної сумки і знаходить там голову Макото. У цю мить Котоноха дістає окривавлений тесак і вспарює живіт Секаі, після чого робить висновок, що Секаі не була вагітною. В наступній сцені Котоноха пливе на яхті і, тримаючи голову Макото в обіймах, посміхається і каже, що вони, нарешті, разом. Проходить час і школа повертається до нормального ритму життя. |                                                                                        |                    |
| OVA | Дні святого Валентину «Barentain Deizu» (バレンタインデイズ)                           | 17 січня, 2008     |
| OVA | Магічне серденько Кокоро-чан «Majikaru Hāto Kokoro-chan» (マジカルハート☆こころちゃん) | 26 березня, 2008   |
| Коротке пояснення назви: по-перше, Магічне серденько тут вживається не як власність Кокоро-чан, а як її друге ім’я. По-друге, японське слово Kokoro (こころ або 心) Перекладається з японської, як серце. По-третє, слова „Магічне серденько“ в японській назві записано англійською. Пародія на Sailor Moon у всесвіті School Days. По дорозі до школи Макото бачить супердівчинку на ім’я „Магічне Серденько“ (образ Кокоро-чан), яка перемагає НЛО. У школі Тайске розповідає йому, що ця „Магічне серденько“ захичає місто від злочинців, але Макото, здається, байдуже. Кокоро починає працювати у кафе разом з Секаі, Хікарі та Мінамі, але насправді ці офіціянтки — таємна група, керована матір’ю Секаі. Коли вони перевдягнені в уніформу групи їх ніхто не може впізнати (хоча уніформа дуже відкрита). Вони в чотирьох захищають місто від злої Доктора S (образ Сецуни), суперзлочинця, яка, використовуючи отруйний газ, перетворює людей на зомбі, які не мають розуму і керуються лише одним базовим інстинктом — інстинктом продовження роду. Команда рятує від зомбіфікації Макото, Тайске та Отоме. Вони збираються врятувати місто за допомогою секретної зброї — пилососу, який викачає увесь отруйний газ. Але газу виявилося надто багато і пилосос вибухнув. Нова хвиля газу перетворює Тайске на еро-зомбі, але Макото помічає, що він не надто змінився. Натовп зомбі окружив дівчат, і коли їм вже нікуди було тікати, з’явилася Кокоро-чан, яка перетворила усіх зомбі на нормальних людей завдяки своїй супер-силі. Тоді Доктор S перетворює свого прибічника Танаку нагіганта, який знищує торговельний центр Сакакіно. Навіть Магічне серденько не в змозі перемогти його і падає з даху, та на щастя її рятує Макото. Їх обох майже розчавлює шмат стині, але тепер їх рятує супергерой „Магічне слово“ (образ Котонохи, Котоноха, 言葉, значить „Слова“). Дві магічні дівчини об’єднуються і перетворюються в ляльку, яка майже є маскотом аніме-серіалу (такі самі були у кафе на шкільному фестивалі) і за допомогою магічної бензопили перемагають Танаку прийомом „Кривава кінцівка“, але сам Доктор S тікає. Магічне Серденько на резивому човні з написом „Nice Boat“ рятує Макото і друзів у морі крові. Наступного дня у кафе Секаі Макото бачить Кокоро і підозрює її у тому, що вона і є Магічне серденько. |                                                                                        |                    |